# Dipsacus atratus
Dipsacus atratus là một loài thực vật có hoa trong họ Kim ngân. Loài này được Hook.f. & Thomson ex C.B.Clarke mô tả khoa học đầu tiên năm 1881.